# Euplexia trichroma
Euplexia trichroma là một loài bướm đêm trong họ Noctuidae.